# Постамент (хералдика)
У хералдици, постамент је део грба који се налази испод штита, најчешће у виду камења, брежуљка или неке друге подлоге, на којем стоје држачи штита. Треба направити разлику између правог постамента и неког детаља на којем држачи штита просто одмарају једну ногу, или шапу. 
Постамент се доста касно јавља у хералдици као саставни део грба. 
Обично, када грб има држаче штита, додаје се и постамент на коме су држачи штита смештени.
Треба нпр. запазити на грбу Белизеа, на којем је дрво махагонија које се надвија над штитом, за које би се могло помислити да је у челенци, у ствари део постамента. 
Понекад се за постамент ставља део пејзажа земље која је у поседу носилац грба. 
Јединствен случај, јесте пример грба Њу Џерзија, на којем држачи штита стоје директно на натпису са мотоом. 
Случај где постоји постамент али не и држачи штита је практично непознат, изузев случаја грба Јужне Аустралије.
- Грб Белизеа
- Печат Њу Џерзија